# 凱泉灣
凱泉灣（英語：The Riviera Macau）是澳門半島下環的一個私人屋苑，位於澳門半島河邊新街94-120號及比厘喇馬忌士街75-87號，前身為南光公司舊址，項目發展商為南泉豐投資有限公司，承建商為榮福建築工程有限公司，於2010年9月入伙。物業部分由仲量聯行管理，地面層至3樓為政府及社會設施，設有巴士總站、托兒所、社企服務中心及兩層公共停車場。

## 住宅及會所
屋苑由2幢45層樓高的大廈組成，合共提供518伙單位，間隔為兩房及三房，單位面積由800餘至1,200平方呎，是澳門半島下環區的地標性建築，而且作為少數設有電梯的住宅項目。所有高層單位都能夠獨攬海景，特別是部分單位能盡覽澳門旅遊塔一帶的海景為主。

## 設施
凱泉灣會所位於住宅項目7樓，設有游泳池、健身室和桌球室等。4至6樓為住宅項目專用停車場。此外，地面層為商鋪，當中包括連鎖快餐店麥當勞和連鎖超市百佳超級市場等。
社會服務設施設於住宅項目的一樓，分別設有托兒所和澳門明愛“泉仁樂家庭綜合服務中心”及“凱暉生命教育資源中心”。當中托兒所由澳門社福機構善明會營運，於2014年起開辦並正式運作，每年提供逾百個托額；另一邊是由澳門明愛營運的“泉仁樂家庭綜合服務中心”及“凱暉生命教育資源中心”，於2016年11月25日開幕其中家庭服務中心設立是關注家庭及重視社區服務；生命教肓資源中心創立目的是表明特區政府對精神健康、防止自殺等問題的高度關注；兩間中心分別設有活動體驗室、音樂室、學習室、母乳餵哺室、兒童輔導室、兒童遊戲室等。
二樓和三樓為公共停車場，交通事務局將該公共停車場命名為“河邊新街停車場，是當時澳門特區政府鼓勵發展商在新建樓宇劃出部份樓層來增設公共停車場的項目之一，於2011年6月29日0時起正式啟用，入口及出口均設於貨倉巷，共設有155個輕型汽車泊位及106個電單位泊位。2014年6月26日起引入泊車誘導系統並展開系統的安裝工作，期間場內部分輕型客車泊位停用；有關工程於2015年1月完成全面安裝。

## 交通配套
早在項目建成前，政府要求發展商於靠近比厘喇馬忌士街一側用作上落貨區及巴士總站。當中巴士總站因MT4路線延伸服務範圍，於2011年8月28日起投入運作，初期名為“凱泉灣”站。現在該總站已停止運作。

### 鄰近公共巴士站
M183 河邊新街／凱泉灣（Alm. Sérgio／Riviera Macau）
路線：1、2、5、6B、10、18、18B、26、60、61、65、71S、MT4、N3
M184 河邊新街／街市（Alm. Sérgio／Mercado）
路線：1、2、5、6B、10、11、21A、26、55、60、65、71S、MT4、N3
M186 河邊新街／貨倉巷（Alm. Sérgio／Trv. dos Armazéns）
路線：11、21A、55

## 批評
凱泉灣所處的地段於2007年起引起爭議，被指破壞西望洋山景觀。樓宇高度上限原為20.5米，最終卻允許其放高至150米，放高超過７倍。且由於同時豁免遵守街影及地積比率，使樓宇高放寬三倍，高度達150米，破壞了西望洋主教山世遺景觀，亦遮擋了周圍住宅及街道的陽光。時任土地工務運輸局局長賈利安任內取消街影法，論盡媒體同時揭發多座建築項目包括凱泉灣均曾規避「街影」，導致破壞西望洋山的景觀。
2006年，澳門爆發東望洋燈塔景觀危機，在民間發起保育行動下導致世界遺產委員會關注介入調查，使政府最終於2008年對東望洋周邊地區限高制訂新的保護法規設下防線。可是在西望洋山下方由歐文龍任內批出的「凱泉灣」樓盤直插在西望洋小堂後方，對世遺景觀、城市天際線造成永久破壞。2015年，著名世界遺產保護專家、國際古跡遺址理事會前副主席郭旃表示「凱泉灣」的個案更應汲取教訓，更特別指出西望洋山不光是向海一邊，向內河的景觀也要維護。
2015年7月，澳門歷史學者陳樹榮表示澳門作為中西歷史文化名坊，政府不能夠只是為了發展商的短期利益，就犧牲澳門長遠的利益。又指東望洋山和西望洋山是澳門半島重要組成部分，工務部門應認真規劃並對文化遺產作出重視。

## 事故
2013年7月12日上午，一名54歲男性於凱泉灣7樓會所泳池游泳期間遇溺，泳池救生員發現死者於泳池內失去知覺，立即將死者救起，並致電報警，隨後由救護車送往鏡湖醫院後證實不治。司警經調查，未見現場有打鬥痕蹟，死者身體表面亦無任何傷痕，初步認為案件無可疑，但有待法醫檢驗確定死因。
2016年6月25日上午7時許，一名70歲女性於會所泳池游泳時懷疑遇溺，由其他泳客救上岸，隨後由消防救護車送院治理後已甦醒，情況穩定。